# Hieracium subhirtum
Hieracium subhirtum là một loài thực vật có hoa trong họ Cúc. Loài này được (F.Hanb.) Pugsley mô tả khoa học đầu tiên năm 1942.